# Maximilian Ieronimowitsch Kitner
Maximilian Ieronimowitsch Kitner (russisch Максимилиан Иеронимович Китнер; * 1868; † 1942 in Leningrad) war ein russischer Architekt.

## Leben

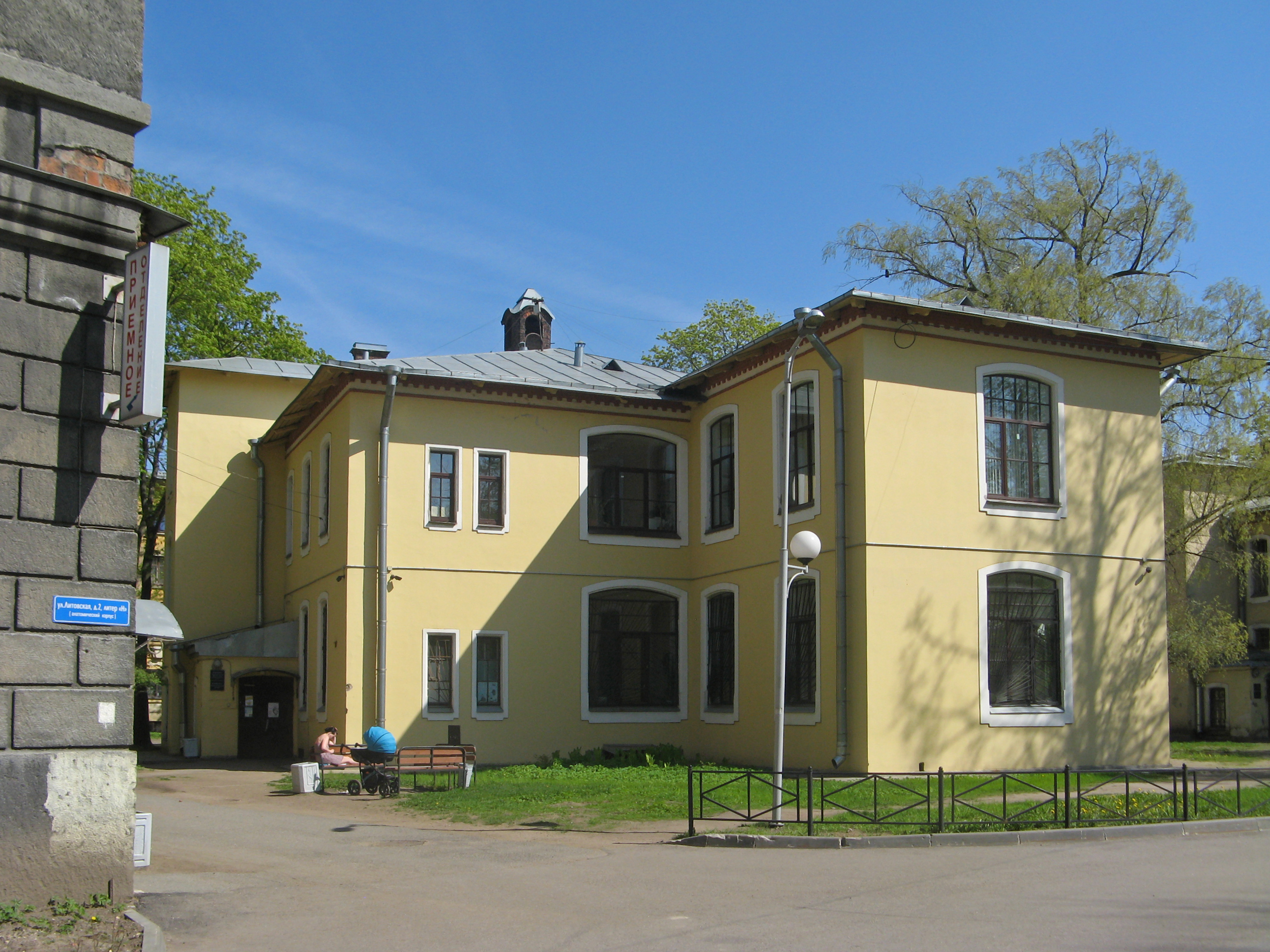
Kinderkrankenhaus, Litowskaja Uliza 2M, St. Petersburg

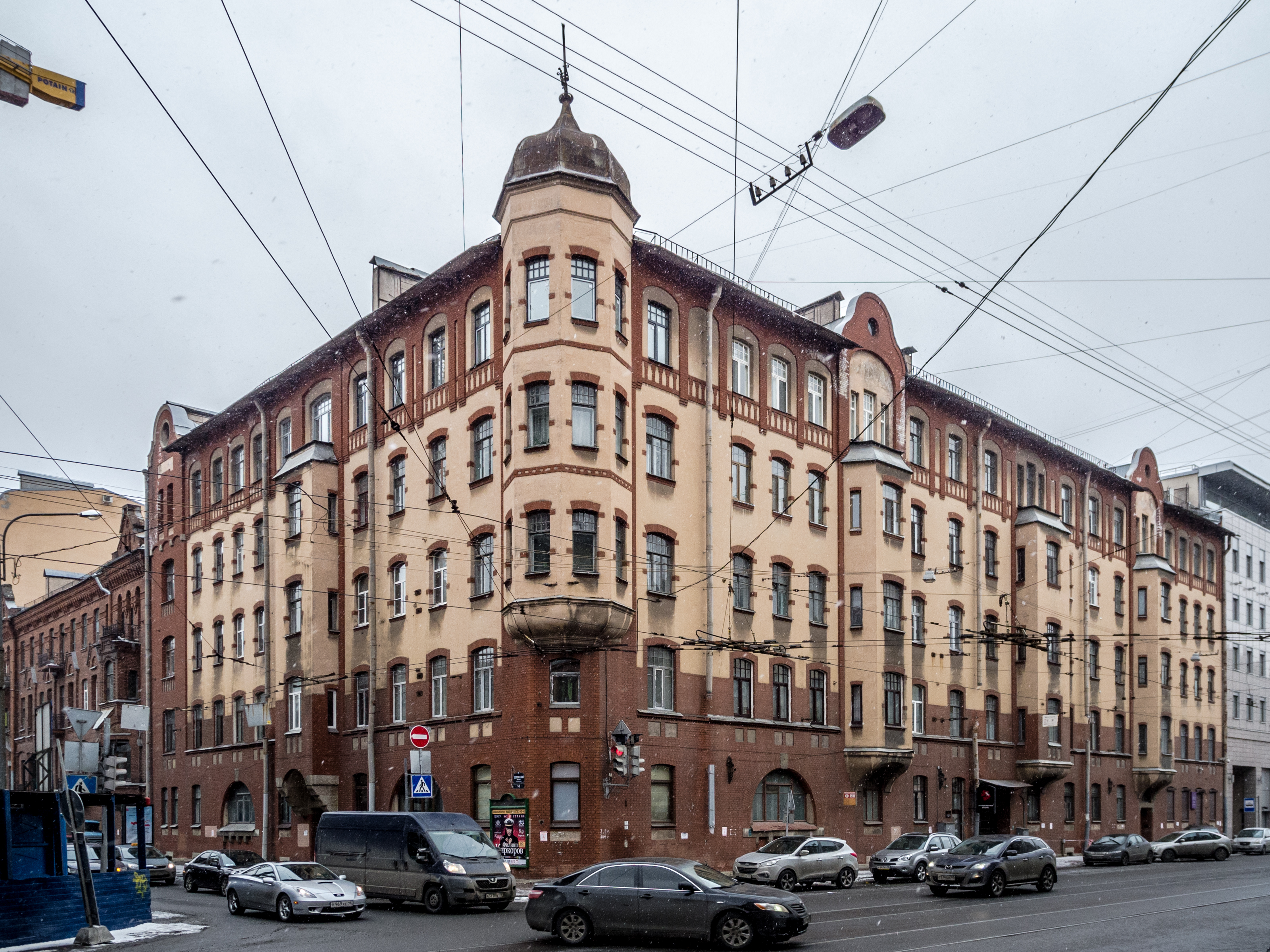
A.-A.-Schröter-Mietshaus, Prospekt Dobroljubowa 8, St. Petersburg

Kitner, Sohn des Architekten Ieronim Sewastjanowitsch Kitner, studierte an der Kaiserlichen Akademie der Künste mit Abschluss 1897 und war dann freier Architekt.
1901–1905 baute Kitner einen Gebäudekomplex für ein Kinderkrankenhaus (Litowskaja Uliza 2). Es folgte das A.-A.-Schröter-Mietshaus (Prospekt Dobroljubowa 8, 1902–1903 zusammen mit Viktor Schröter) und 1904 ein weiteres Mietshaus (13. Krasnoarmeiskaja Uliza 9).
Zusammen mit den Zivilingenieuren Alexei Iwanowitsch Saserski und Wassili Wassiljewitsch Starostin baute Kitner 1913–1916 ein Haus mit Eigentumswohnungen (Uliza Kommissara Smirnowa 15) im konstruktivistischen Stil. Nach der Oktoberrevolution erweiterten die Architekten Grigori Alexandrowitsch Simonow, Alexander Iwanowitsch Gegello und Dawid Lwowitsch Kritschewski diese Wohnanlage 1924–1927 und machten aus dem Zentralteil den Wyborg-Kulturpalast, der zum zehnjährigen Jubiläum der Oktoberrevolution eröffnet wurde. 1939 baute Kitner das Gebäude des Leningrader Staatlichen Instituts für Papierproduktion GIPROBUM (Rischski Prospekt 58).
Kitner kam während der Leningrader Blockade um.